# VK Koper
El VK Koper es un club acuático esloveno en la ciudad de Koper.

## Historia
En 2009 es el único representante esloveno en participar en la primera liga adriática de waterpolo.

## Palmarés
- 5 veces campeón de la liga de Eslovenia de waterpolo masculino (1995, 1996 y 2008-2010)